# Путталам (лагуна)
Лагуна Путталам знаходиться на Шрі-Ланці в окрузі Путталам (Північно-Західна провінція). Площа - 327 км² (126 квадратних миль). Максимальна глибина - 5 метрів.
В лагуну впадають річки Мі-Оя і Калу-Оя. Путталам пов'язана вузьким каналом з лагуною Мундал, що знаходиться на 15 км південніше. Вода в лагуні дуже солона. Добуток морської солі є одним з основних занять жителів Путталама. Вся поверхня землі в безпосередній близькості до лагуни заливається тридцяти сантиметровим шаром води, яка випаровується під літнім пекучим сонцем. Незважаючи на те що вода дуже солона, лагуна багата на біологічне різнобарв'я, таке як : риба, молюски, коралові рифи, морську траву. На узбережжі лагуни росте кокосова пальма та мангровий ліс. Також частково територія поблизу заболочена. Морські водорості і прибережні  мангрові болота притягують сюди велику кількість анатид (качок, лебедів, гусей). Великого промислу риби тут немає. Рибалки ловлять рибу на невеликих човнах в затоці. На мілководді лагуни розташовано багато креветочних ферм.

## Острови
| Island        | Area | Location                                                             |
| ------------- | ---- | -------------------------------------------------------------------- |
| Іппанітіву    |      | 08°19′45″ пн. ш. 79°48′16″ сх. д. / 8.32917° пн. ш. 79.80444° сх. д. |
| Перія Аріччал |      | 08°18′03″ пн. ш. 79°47′50″ сх. д. / 8.30083° пн. ш. 79.79722° сх. д. |
| Салліампіді   |      | 08°17′03″ пн. ш. 79°47′33″ сх. д. / 8.28417° пн. ш. 79.79250° сх. д. |
| Оддакарентіву |      | 08°16′35″ пн. ш. 79°45′50″ сх. д. / 8.27639° пн. ш. 79.76389° сх. д. |
| Синна-Ариччал |      | 08°16′28″ пн. ш. 79°46′21″ сх. д. / 8.27444° пн. ш. 79.77250° сх. д. |
| Ерумантіву    |      | 08°16′04″ пн. ш. 79°46′45″ сх. д. / 8.26778° пн. ш. 79.77917° сх. д. |
| Памбатіву     |      | 08°14′42″ пн. ш. 79°46′33″ сх. д. / 8.24500° пн. ш. 79.77583° сх. д. |
| Кілітіву      |      | 08°14′27″ пн. ш. 79°46′52″ сх. д. / 8.24083° пн. ш. 79.78111° сх. д. |
| Недунтіву     |      | 08°14′06″ пн. ш. 79°46′45″ сх. д. / 8.23500° пн. ш. 79.77917° сх. д. |
| Маттунтіву    |      | 08°13′01″ пн. ш. 79°46′59″ сх. д. / 8.21694° пн. ш. 79.78306° сх. д. |
| Амбатутіву    |      | 08°12′42″ пн. ш. 79°45′58″ сх. д. / 8.21167° пн. ш. 79.76611° сх. д. |
| Пулунпідді    |      | 08°11′20″ пн. ш. 79°46′40″ сх. д. / 8.18889° пн. ш. 79.77778° сх. д. |
| Соматіву      |      | 08°10′45″ пн. ш. 79°45′22″ сх. д. / 8.17917° пн. ш. 79.75611° сх. д. |
| Maripututivu  |      | 08°10′33″ пн. ш. 79°44′59″ сх. д. / 8.17583° пн. ш. 79.74972° сх. д. |
| Какатіву      |      | 08°10′26″ пн. ш. 79°45′22″ сх. д. / 8.17389° пн. ш. 79.75611° сх. д. |
| Удаюпуті      |      | 08°09′52″ пн. ш. 79°48′37″ сх. д. / 8.16444° пн. ш. 79.81028° сх. д. |